# Cecilia Villalobos
Cecilia del Pilar Villalobos Cartes (1962-6 de abril de 2025) fue una profesora y política chilena, militante del Partido por la Democracia. Fue gobernadora de Colchagua y ejerció de consejera en el Core Regional de O'Higgins.

## Biografía
Estudió pedagogía en Historia y Geografía en la Universidad de Concepción, y luego realizó un Magíster en Educación. Ejerció la docencia en el Liceo Óscar Castro de Rancagua y formó una consultora denominada Gestión & Desarrollo Ltda., enfocada en el estudio de mejoramiento de gestiones educacionales.
Estuvo casada con el también docente Ernesto Rosson.

### Carrera política
Militante del Partido por la Democracia, fue Gobernadora de la Provincia de Colchagua entre 2004 y 2006, durante el gobierno del Presidente Ricardo Lagos.
En las elecciones municipales de 2012 se presentó como candidata a concejal por la comuna de Rancagua, logrando el 2,55% de los votos. Para las elecciones de consejeros regionales de 2013, las que se efectuaron por primera vez de manera democrática y en forma conjunta con las elecciones presidenciales y parlamentarias, fue elegida para representar a la Provincia de Cachapoal, específicamente la comuna de Rancagua, en el Consejo Regional de O'Higgins. Cargo que asumió el 11 de marzo de 2014, por el periodo 2014-2018.

## Historial electoral

### Elecciones municipales de 2012
- Elecciones municipales de 2012 a Concejales por Rancagua[4]

| Candidato                   | Partido | Votos  | Porcentaje % | Resultado |
| --------------------------- | ------- | ------ | ------------ | --------- |
| Domingo Pino Urra           | PRI     | 406    | 0,61%        |           |
| Amanda Crisosto Correa      | PRI     | 296    | 0,45%        |           |
| Ricardo Aguilar Cubillos    | IND PRI | 409    | 0,62%        |           |
| Pedro Antonio Arellano      | PRO     | 504    | 0,76%        |           |
| Alfredo Vera Núñez          | PRO     | 272    | 0,41%        |           |
| Carlos Araya Madrid         | PRO     | 183    | 0,27%        |           |
| Yorma Alcázar Narvaez       | IND PRO | 447    | 0,67%        |           |
| Claudio Sule Fernández      | IND PRO | 653    | 0,99%        |           |
| Jorge Carrasco Cornejo      | IND PRO | 172    | 0,26%        |           |
| Francisco Zamorano Valdivia | IND PRO | 155    | 0,23%        |           |
| Paola Zapata Fernández      | IND PRO | 238    | 0,36%        |           |
| Claudio Cerda Bravo         | INDPRO  | 446    | 0,67%        |           |
| Cecilia Villalobos Cartes   | PPD     | 1.682  | 2,55%        |           |
| Verónica Attón Bustamante   | PPD     | 807    | 1,22%        |           |
| Carlos Díaz Díaz            | PPD     | 615    | 0,93%        |           |
| Abimael Gómez Segura        | IND PPD | 422    | 0,64%        |           |
| Danilo Jorquera Vidal       | PCCh    | 3.054  | 4,64%        | Concejal  |
| Gonzalo Díaz Barrios        | PCCh    | 595    | 0,90%        |           |
| Ramón González Bustamante   | PCCh    | 928    | 1,41%        |           |
| Soledad González Vásquez    | PRSD    | 401    | 0,60%        |           |
| Daniel González Vera        | PRSD    | 449    | 0,68%        |           |
| Cristián Muñoz Méndez       | PRSD    | 322    | 0,48%        |           |
| Andrés Gonzalo Campos       | PDC     | 1.690  | 2,57%        |           |
| Adán Fuenzalida Cofré       | PDC     | 529    | 0,80%        |           |
| Mariluz Navarro Villarroel  | PDC     | 734    | 1,11%        |           |
| Gloria López López          | PDC     | 735    | 1,11%        |           |
| Juan Núñez Valenzuela       | PDC     | 1.863  | 2,83%        | Concejal  |
| Manuel Villagra Astorga     | PS      | 2.929  | 6,89%        |           |
| Silvia Santelices Rojas     | PS      | 4.533  | 6,89%        | Concejal  |
| Edison Ortíz González       | PS      | 2.387  | 3,63%        |           |
| Mirta Castro Parra          | PS      | 771    | 1,17%        |           |
| Juan Ramón Godoy Muñoz      | IND PS  | 3.395  | 5,16%        | Concejal  |
| Sandra Palma Álvarez        | PH      | 461    | 0,70%        |           |
| Rodrigo Bernal Reyes        | PH      | 169    | 0,25%        |           |
| Eric Vargas Pérez           | IND PH  | 140    | 0,21%        |           |
| Richard Martin Castro       | IND PH  | 126    | 0,19%        |           |
| Héctor Ramírez Guerrero     | IND PH  | 87     | 0,13%        |           |
| Orlando Espinoza Araneda    | IND PH  | 109    | 0,16%        |           |
| Juan Carlos Olmos Castro    | IND PH  | 536    | 0,81%        |           |
| Cristián Arce Bastías       | IND PH  | 194    | 0,29%        |           |
| Cristián Galdames Flores    | IND PH  | 182    | 0,27%        |           |
| Francisco López Aros        | IND PH  | 84     | 0,12%        |           |
| Ricardo Guzmán Millas       | UDI     | 3.225  | 4,90%        | Concejal  |
| Jorge Vásquez Miranda       | UDI     | 3.125  | 4,75%        | Concejal  |
| Arturo Jara Carrasco        | IND UDI | 5.214  | 7,93%        | Concejal  |
| Aníbal González Espinoza    | IND UDI | 3.025  | 4,60%        | Concejal  |
| Pamela Jadell Echague       | IND UDI | 10.268 | 15,61%       | Concejal  |
| Pedro Hernández Peñaloza    | RN      | 2.951  | 4,48%        | Concejal  |
| Fernando Miranda Silva      | RN      | 887    | 1,34%        |           |
| Saúl Aqueveque Pérez        | RN      | 561    | 0,85%        |           |
| Felipe Uribe Estela         | RN      | 901    | 1,37%        |           |
| Eduardo Cruz-Johnson        | IND RN  | 479    | 0,72%        |           |
| Blancos                     |         | 3.395  |              |           |
| Nulos                       |         | 2,154  |              |           |